# دوايت شابن
دوايت شابن (بالإنجليزية: Dwight Chapin)‏ هو شخصية أعمال أمريكي، ولد في 2 ديسمبر 1940 في ويتشيتا في الولايات المتحدة.